# Kalingalan Caluang
Kalingalan Caluang is een gemeente in de Filipijnse provincie Sulu op het eiland Jolo. Bij de laatste census in 2007 had de gemeente ruim 30 duizend inwoners.

## Geografie

### Bestuurlijke indeling
Kalingalan Caluang is onderverdeeld in de volgende 9 barangays:
| - Kambing - Kanlagay - Karungdong - Masjid Bayle - Masjid Punjungan - Pang - Pangdan Pangdan - Pitogo - Tunggol |

## Demografie
Kalingalan Caluang had bij de census van 2007 een inwoneraantal van 30.046 mensen. Dit zijn 7.358 mensen (32,4%) meer dan bij de vorige census van 2000. De gemiddelde jaarlijkse groei komt daarmee uit op 3,95%, hetgeen hoger is dan het landelijk jaarlijks gemiddelde over deze periode (2,04%). Vergeleken met de census van 1995 is het aantal mensen met 10.726 (55,5%) toegenomen.
De bevolkingsdichtheid van Kalingalan Caluang was ten tijde van de laatste census, met 30.046 inwoners op 166,5 km², 180,5 mensen per km².
Banguingui · Hadji Panglima Tahil · Indanan · Jolo · Kalingalan Caluang · Lugus · Luuk · Maimbung · Old Panamao · Omar · Pandami · Panglima Estino · Pangutaran · Parang · Pata · Patikul · Siasi · Talipao · Tapul